# Manchones
Manchones (aragónul Manchons) település Spanyolországban,  Zaragoza tartományban. Manchones Daroca, Orcajo, Atea, Murero, Langa del Castillo és Retascón községekkel határos. Lakosainak száma 96 fő (2024).

## Népesség
A település népessége az utóbbi években az alábbiak szerint változott:
| Lakosok száma | 153  | 148  | 142  | 127  | 131  | 116  | 99   | 114  | 103  | 96   |
|               | 2001 | 2004 | 2007 | 2009 | 2012 | 2014 | 2017 | 2019 | 2022 | 2024 |